# Кяхрі (Риуге)
Кяхрі (ест. Kähri) — село в Естонії, входить до складу волості Риуге, повіту Вирумаа.